# سالار (غرناطة)
بلدية سالار (بالإسبانية: Salar) هي بلدية تقع في مقاطعة غرناطة التابعة لمنطقة أندلوسيا جنوب إسبانيا.

## الديموغرافيا
بلغ عدد سكان بلدية سالار 2.790 نسمة عام 2011 (وفقاً للمعهد الوطني الإسباني للإحصاء).
| 2.753 | 2.793 | 2.695 | 2.768 | 2.803 | 2.849 | 2.790 |